# يوتاكا ناكامورا
يوتاكا ناكامورا (باليابانية: 中村豊؛ بالكانا: なかむら ゆたか) هو لاعب كرة قاعدة ياباني، ولد في 23 أبريل 1973 في Naka-ku, Sakai ‏ في اليابان.

## روابط خارجية
- يوتاكا ناكامورا على موقع الدوري الياباني لكرة القاعدة (الإنجليزية)